# Ćukovac (Zemun)
Pour les articles homonymes, voir Ćukovac.
Ćukovac (en serbe cyrillique : Ћуковац) est un quartier de Belgrade, la capitale de la Serbie. Il est situé dans la municipalité urbaine de Zemun.
En serbe, ćukovac signifie « la colline de la chouette ».

## Emplacement
Ćukovac est un des petits quartiers qui constituent le centre de Zemun. Il est entouré par les quartiers de Gardoš et Muhar au nord, Donji Grad à l'est et au sud, Kalvarija au sud-ouest, Sava Kovačević à l'ouest et Gornji Grad au nord-ouest. Il est généralement délimité par les rues Glavna, Cara Dušana, Bežanijska et Ugrinovačka.

## Caractéristiques
Ćukovac est situé sur une colline qui porte le même nom et qui, avec celles de Gardoš et de Kalvarija, fait partie des trois collines du centre ancien de Zemun. Le quartier est entièrement résidentiel et est connu pour ses rues étroites.

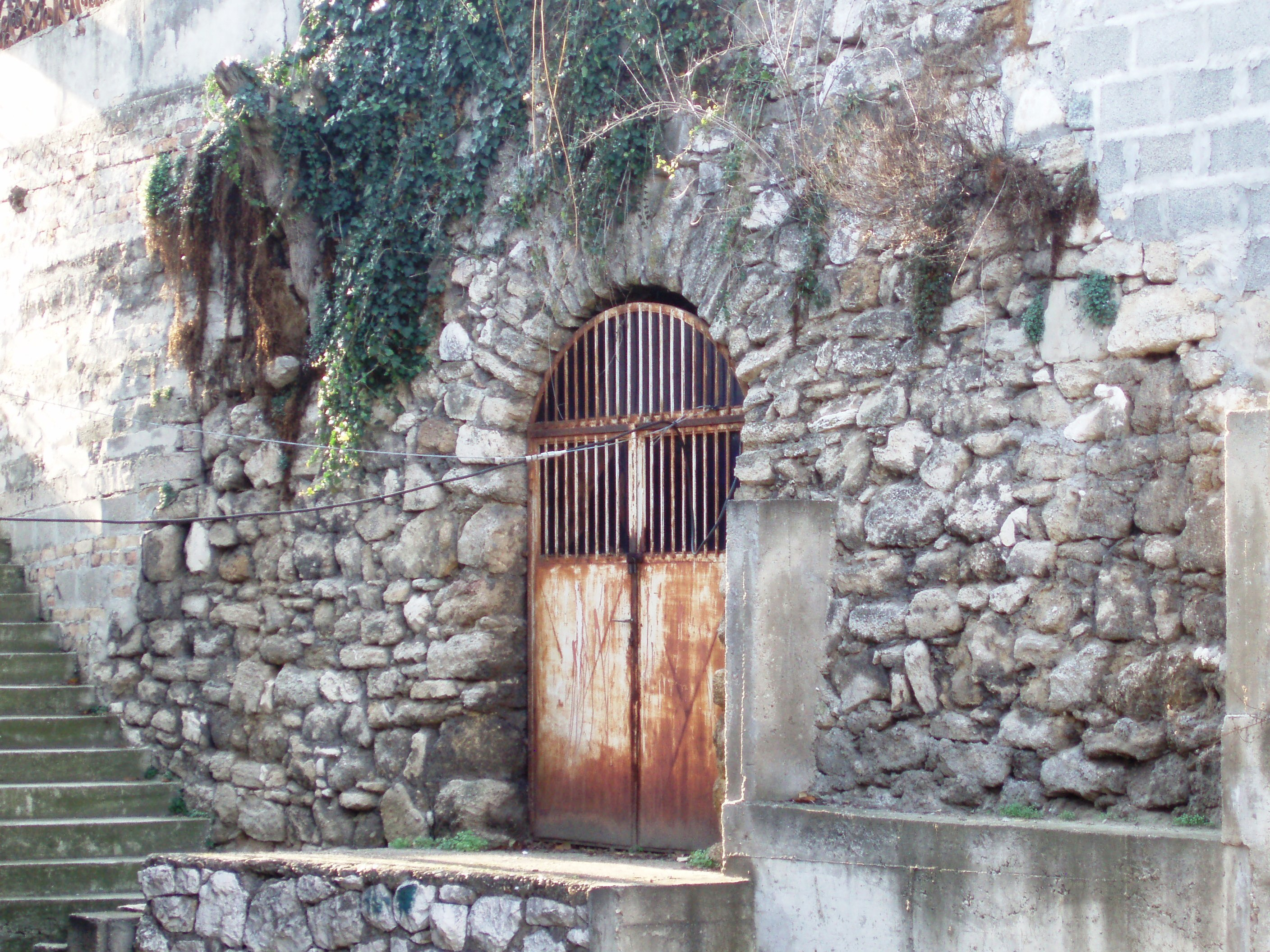
Accès à l'un des lagumi du quartier

Le sous-sol de la colline est traversé par un système de couloirs souterrains, connus sous le nom de lagumi, remontant à l'époque autrichienne ; il relie Ćukovac, Muhar et Gardoš. Après la Seconde Guerre mondiale, les habitants de Zemun commencèrent à construire dans le quartier sans connaître l'existence de ces couloirs ; ils construisirent des fosses septiques et des réservoirs pour recueillir l'eau de pluie. Pendant plusieurs décennies le sol fut ainsi humidifié. Les murs et les maisons commencèrent à devenir instables et furent endommagés. En 1988, les autorités municipales furent obligées d'intervenir ; des puits furent creusés et remplis de béton, stabilisant ainsi le terrain et détruisant les couloirs.